# Irmgard Först
Irmgard Först (* 11. Jänner 1915 in Wien; † 6. Jänner 2019 in München) war eine österreichische Schauspielerin.

## Leben
Irmgard Först trat auch in Hörspielproduktionen auf, zum Beispiel in zwei Paul-Temple-Mehrteilern von Francis Durbridge, nämlich  als Steve Temple in Paul Temple und der Fall Genf (1966) (Regie: Otto Düben), mit u. a. René Deltgen, Paul Klinger, Günther Ungeheuer und Lola Müthel. Bereits 1961 war sie in Paul Temple und der Fall Conrad (Regie: Eduard Hermann) aufgetreten. Steve wurde hier aber von Annemarie Cordes dargestellt. Sie hatte hier die Rolle der Mrs. Elizabeth Weldon inne. Neben René Deltgen waren Jürgen Goslar, Kurt Lieck, Peter René Körner, Elisabeth Opitz, Karl-Maria Schley und Herbert Hennies in weiteren Hauptrollen zu hören.
Irmgard Först starb am 6. Jänner 2019, fünf Tage vor ihrem 104. Geburtstag, in München und wurde am 14. Jänner im Krematorium des Münchner Ostfriedhofs eingeäschert.

## Filmografie (Auswahl)
- 1959: Peterchens Mondfahrt (Fernsehfilm) – Regie: Gerhard F. Hering
- 1959: Isobel (Fernsehfilm) – Regie: Peter Beauvais
- 1961: Inspektor Hornleigh greift ein... (Fernsehserie, Folge Der Schuss fiel gegenüber) – Regie: Hermann Pfeiffer
- 1963: Jahre danach (Fernsehfilm) – Regie: Peter Beauvais
- 1963: Leb wohl, mein Traum (Fernsehfilm) – Regie: Raoul Wolfgang Schnell
- 1965: Unser liebes Fräulein Grandet (Fernsehfilm) – Regie: Günther Fleckenstein
- 1966: Die hundertste Nacht (Fernsehfilm) – Regie: Frank Guthke
- 1966: Der letzte raum (Fernsehfilm) – Regie: Korbinian Köberle
- 1967: Das Traumkissen (Fernsehfilm) – Regie: Frank Guthke
- 1968: Romeo und Julia auf dem Lande (Fernsehfilm) – Regie: Willi Schmidt
- 1968: Ein Bürger von Calais (Fernsehfilm) – Regie: Oswald Döpke
- 1968: Gäste aus Deutschland (Fernsehfilm) – Regie: Karl Heinz Deickert
- 1969: Fragestunde (Fernsehfilm) – Regie: Tom Toelle
- 1969: Der Punkt 'M' – Eine szenische Fiktion zur Geschichte der Atombombe (Fernsehfilm) – Regie: Oswald Döpke
- 1969: Die Verspätung (Fernsehfilm) – Regie: Erich Neureuther
- 1970: Unter Kuratel (Fernsehfilm) – Regie: Ludwig Cremer
- 1971: Deutschstunde (Fernsehfilm) – Regie: Peter Beauvais
- 1972: Der Kommissar (Fernsehserie, Folge Mykonos) – Regie: Jürgen Goslar
- 1976: Per Saldo Mord – Regie: Jack Arnold
- 1976: Inspektion Lauenstadt (Fernsehserie, Folge Erben) – Regie: Michael Hild
- 1977: Gruppenbild mit Dame – Regie: Aleksandar Petrović
- 1977: Geistertrio (Fernsehfilm) – Regie: Samuel Beckett
- 1978: Auf den Hund gekommen (Fernsehfilm) – Regie: Rosemarie Fendel
- 1979: Wege in der Nacht (Fernsehfilm) – Regie: Krzysztof Zanussi
- 1982: Die Murmel (Fernsehfilm) – Regie: Bruno Voges
- 1990: Wüsten (Fernsehfilm) – Regie: Thomas Balzer

## Hörspiele
- 1953: Erich Kuby: Der verschwundene Graf – Regie: Gert Westphal (Kriminalhörspiel – NWDR)
- 1964: Roald Dahl: Lammkeule – Regie: Otto Düben (Kriminalhörspiel – WDR)